# AFC Bournemouth
Az AFC Bournemouth egy angol labdarúgó egyesület, amely jelenleg a Premier League-ben szerepel. 1890-ben alapították Bournemouthban. Becenevük, a cseresznyék, eredete a mezükhöz fűződik, ami 1971-ig hagyományosan vörös volt, fehér ujjakkal. Ezt 1971-ben vörös-fekete csíkosra változtatták. A 2014-15 idényt a Championshipben az első helyen zárták ezzel a klub történelmében először feljutott az élvonalba. A klubot több mint 100 éve alapították, de csak mostanra sikerült feljutnia az élvonalba. Alapitása óta  a legtöbb időt a harmadosztályban töltötte.

## Sikerei
- Championship bajnok: 2014-15
- Division 3 bajnok: 1987
- League Two ezüstérmes: 2010

## Története

### Boscombe F.C.
Bár a klub alapításának pontos dátuma nem ismert, bizonyítékok vannak arra, hogy 1899 őszén alapították Boscombe St. John's Lads’ Institute F.C. néven. Hivatalos nevük Boscombe F.C. volt, a klub első elnökének pedig, Mr. J.C. Nutt-ot választották.
1889-1890 az első évadban a Boscombe FC Bournemouthban és a District Junior League-ben, és ugyancsak a Hants Junior Cup-ban. Az első két szezonban a Castlemain Avenuei pályán, Pokesdownban játszottak. A harmadik szezonját a csapat a King’s Parkban játszotta.

### Bournemouth and Boscombe Athletic Football Club
Hogy a csapat neve illeszkedjen a városéhoz, a klubot 1923 nyarán Bournemouth and Boscombe Athletic Football Club névre keresztelték át. Ugyanebben az évben a csapat a kibővitett harmadosztályba jutott.
A Bournemouth rekordtartó, a leghosszabb ideig harmadosztályú csapat a cseresznyéké.

### AFC Bournemouth
John Bond menedzselése alatt 1972-ben a klub elfogadta az egyszerűsített AFC Bournemouth nevet.

## Játékosok

### Aktuális keret

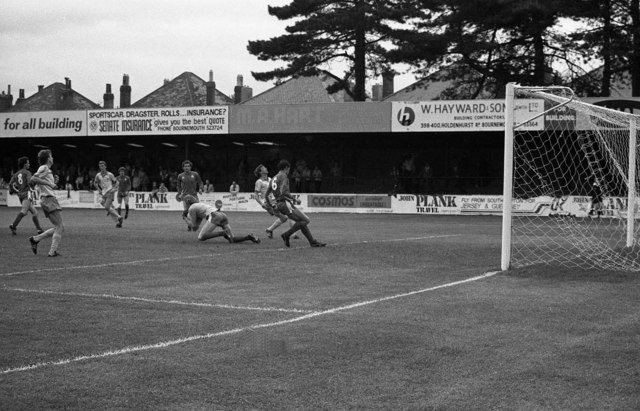
A Dean Court egy 1982-es mérkőzésen

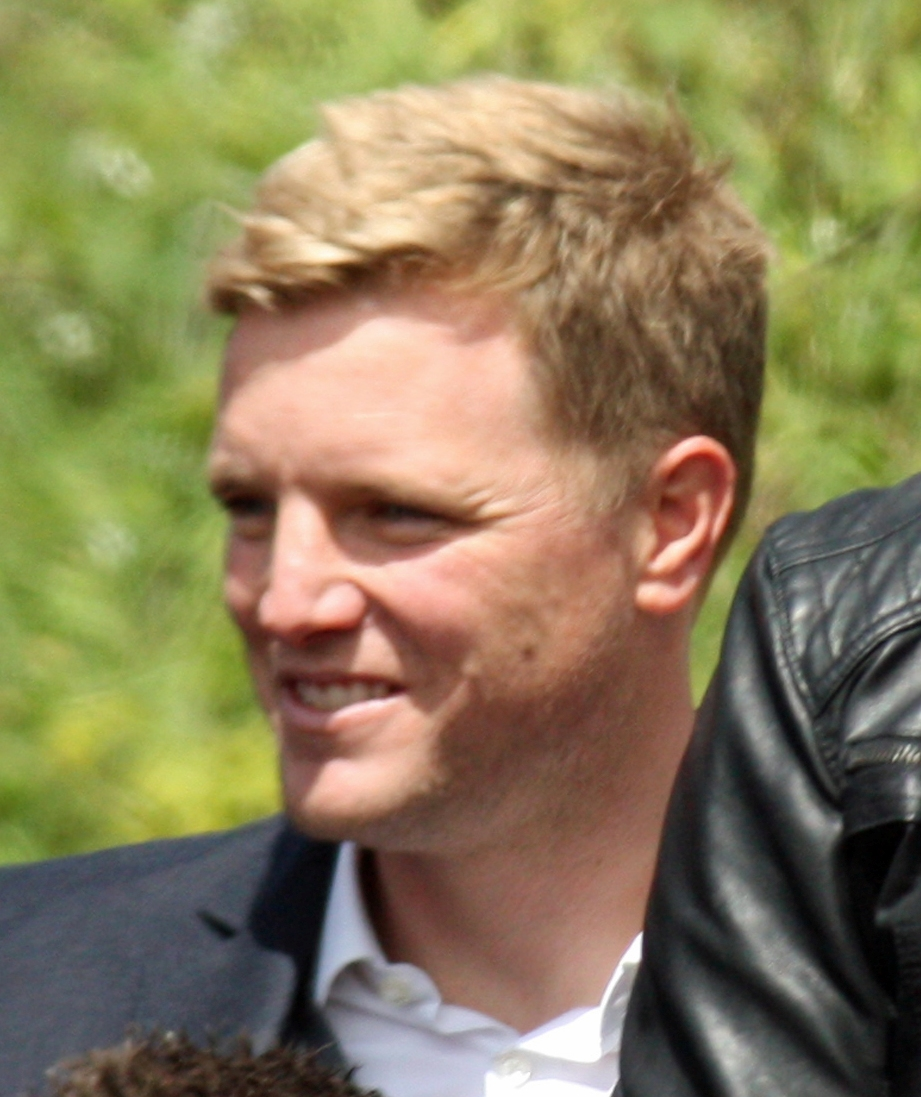
Eddie Howe a sikeredző, történelmet írt a Cseresznyéknél

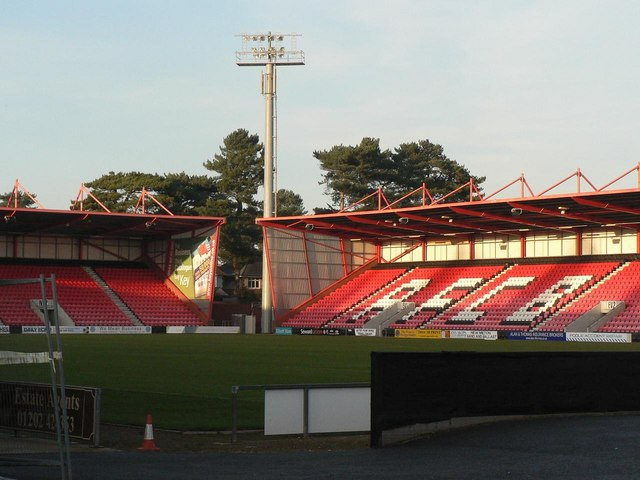
A csapat stadionja, a Dean Court

Utolsó módosítás: 2024. április 28.
A vastaggal jelzett játékosok felnőtt válogatottsággal rendelkeznek.
A dőlttel jelzett játékosok kölcsönben szerepelnek a klubnál.
| Mezszám                | Név              | Nemzetiség         | Születési hely         | Születési idő (kor)            | Korábbi csapat           | Érték (€)  | Szerződés lejárta |
| Kapusok                | Kapusok          | Kapusok            | Kapusok                | Kapusok                        | Kapusok                  | Kapusok    | Kapusok           |
| ---------------------- | ---------------- | ------------------ | ---------------------- | ------------------------------ | ------------------------ | ---------- | ----------------- |
| 1                      | Neto             | BRA · olasz        | Araxá                  | 1989. július 19. (35 éves)     | FC Barcelona             | 2 500 000  | 2026.06.30.       |
| 12                     | Darren Randolph  | IRL · USA          | Bray                   | 1987. május 12. (37 éves)      | West Ham United FC       | 300 000    | 2024.06.30.       |
| 20                     | Andrei Radu      | román              | Bukarest               | 1997. május 28. (27 éves)      | FC Internazionale Milano | 3 000 000  | 2024.06.30.       |
| 42                     | Mark Travers     | IRL                | Maynooth               | 1999. május 18. (25 éves)      | Utánpótlásból került fel | 3 500 000  | 2027.06.30.       |
| Védők                  |                  |                    |                        |                                |                          |            |                   |
| 2                      | Ryan Fredericks  | ENG · SCO          | Potters Bar            | 1992. október 10. (32 éves)    | West Ham United FC       | 1 500 000  | 2024.06.30.       |
| 3                      | Kerkez Milos     | magyar · szerb     | Verbász                | 2003. november 7. (21 éves)    | AZ Alkmaar               | 20 000 000 | Nem publikus      |
| 5                      | Lloyd Kelly      | ENG                | Bristol                | 1998. október 6. (26 éves)     | Bristol City FC          | 16 000 000 | 2024.06.30.       |
| 6                      | Chris Mepham     | WAL · ENG          | London                 | 1997. november 5. (27 éves)    | Brentford FC             | 7 000 000  | 2025.06.30.       |
| 15                     | Adam Smith       | ENG                | London                 | 1991. április 29. (33 éves)    | Tottenham Hotspur FC     | 1 000 000  | 2024.06.30.       |
| 23                     | James Hill       | ENG                | Bristol                | 2002. január 10. (23 éves)     | Fleetwood Town FC        | 2 000 000  | 2026.06.30.       |
| 25                     | Marcos Senesi    | argentin · olasz   | Concordia              | 1997. május 10. (27 éves)      | Feyenoord                | 20 000 000 | 2026.06.30.       |
| 27                     | Ilya Zabarnyi    | ukrán              | Kijev                  | 2002. szeptember 1. (22 éves)  | FK Dinamo Kijiv          | 28 000 000 | 2028.06.30.       |
| 37                     | Max Aarons       | ENG · JAM          | London                 | 2000. január 4. (25 éves)      | Norwich City FC          | 18 000 000 | Nem publikus      |
| Középpályások          |                  |                    |                        |                                |                          |            |                   |
| 4                      | Lewis Cook       | ENG                | York                   | 1997. február 3. (28 éves)     | Leeds United FC          | 10 000 000 | 2025.06.30.       |
| 8                      | Romain Faivre    | francia · Algéria  | Asnières-sur-Seine     | 1998. július 14. (26 éves)     | Olympique Lyonnais       | 15 000 000 | 2028.06.30.       |
| 10                     | Ryan Christie    | SCO                | Inverness              | 1995. február 22. (30 éves)    | Celtic FC                | 12 000 000 | 2027.06.30.       |
| 14                     | Alex Scott       | ENG · Guernsey     | Guernsey               | 2003. augusztus 21. (21 éves)  | Bristol City FC          | 20 000 000 | Nem publikus      |
| 18                     | Tyler Adams      | USA                | Wappingers Falls       | 1999. február 14. (26 éves)    | Leeds United FC          | 18 000 000 | 2028.06.30.       |
| 29                     | Philip Billing   | DEN · NGR          | Koppenhága             | 1996. június 11. (28 éves)     | Huddersfield Town FC     | 22 000 000 | 2027.06.30.       |
| Támadók                |                  |                    |                        |                                |                          |            |                   |
| 9                      | Dominic Solanke  | ENG · NGR          | Basingstoke            | 1997. szeptember 14. (27 éves) | Liverpool FC             | 35 000 000 | 2027.06.30.       |
| 11                     | Dango Ouattara   | Burkina Faso       | Ouagadougou            | 2002. február 11. (23 éves)    | FC Lorient               | 20 000 000 | 2028.06.30.       |
| 17                     | Luis Sinisterra  | Kolumbia           | Santander de Quilichao | 1999. június 17. (25 éves)     | Leeds United FC          | 17 000 000 | 2024.05.31.       |
| 16                     | Marcus Tavernier | ENG                | Leeds                  | 1999. március 22. (26 éves)    | Middlesbrough FC         | 20 000 000 | 2028.06.30.       |
| 19                     | Justin Kluivert  | holland · Suriname | Zaandam                | 1999. május 5. (25 éves)       | AS Roma                  | 11 000 000 | 2028.06.30.       |
| 24                     | Antoine Semenyo  | Ghána · ENG        | London                 | 2000. január 7. (25 éves)      | Bristol City FC          | 10 000 000 | 2027.06.30.       |
| 26                     | Enes Ünal        | török              | Bursa                  | 1997. május 10. (27 éves)      | Getafe CF                | 20 000 000 | 2024.06.30.       |
| Kölcsönadott játékosok |                  |                    |                        |                                |                          |            |                   |
| Név                    | Poszt            | Nemzetiség         | Születési hely         | Születési idő (kor)            | Kölcsönben itt           | Érték (€)  | Szerződés lejárta |
| Will Dennis            | kapus            | ENG                | Bournemouth            | 2000. július 10. (24 éves)     | Kilmarnock FC            | 175 000    | 2024.05.31.       |
| Hamed Traorè           | középpályás      | Elefántcsontpart   | Abidjan                | 2000. február 16. (25 éves)    | SSC Napoli               | 18 000 000 | 2024.06.30.       |
| Joe Rothwell           | középpályás      | ENG                | Manchester             | 1995. január 11. (30 éves)     | Southampton FC           | 2 800 000  | 2024.05.31.       |
| Emiliano Marcondes     | középpályás      | DEN · BRA          | Hvidovre               | 1995. március 9. (30 éves)     | Hibernian FC             | 1 500 000  | 2024.05.31.       |
| Gavin Kilkenny         | középpályás      | IRL                | Dublin                 | 2000. február 1. (25 éves)     | Fleetwood Town FC        | 300 000    | 2024.05.31.       |
| David Brooks           | támadó           | WAL · ENG          | Warrington             | 1997. július 8. (27 éves)      | Southampton FC           | 9 000 000  | 2024.05.31.       |
| Jaidon Anthony         | támadó           | ENG · JAM          | London                 | 1999. december 1. (25 éves)    | Leeds United FC          | 6 000 000  | 2024.05.31.       |
| Kieffer Moore          | támadó           | WAL · ENG          | Torquay                | 1992. augusztus 8. (32 éves)   | Ipswich Town FC          | 2 200 000  | 2024.05.31.       |
| Jamal Lowe             | támadó           | JAM · ENG          | London                 | 1994. július 21. (30 éves)     | Swansea City AFC         | 1 500 000  | 2024.05.31.       |

## Külső hivatkozások
- Hivatalos weblap (angol)